# Зеленівка (зупинний пункт)
Зелені́вка — пасажирський залізничний зупинний пункт Полтавської дирекції Південної залізниці на електрифікованій лінії Полтава-Південна — Кременчук між станціями Ганнівка (3 км) та Кобеляки (13 км). Розташований поблизу села Бригадирівка Кременчуцького району Полтавської області.

## Пасажирське сполучення
На зупинному пункті зупиняються приміські електропоїзди сполученням Полтава-Південна — Кременчук — Кобеляки.